# Nina Artuffo
Nina Artuffo (Asti, 22 ottobre 1907 – Torino, 8 settembre 1956) è stata un'attrice e cantante italiana.

## Biografia
Figlia di Carlo Artuffo, intraprese anche lei la carriera di attrice esibendosi al teatro Rossini di Torino, lo stesso dove recitavano il padre e Mario Casaleggio.
Fu per qualche tempo prim'attrice giovane della compagnia dialettale piemontese Casaleggio, iniziando parallelamente a dedicarsi alla lirica.
Nel 1929 Riccardo Massucci la volle nell'organico dell'Unione radiofonica italiana, (URI), per costituire la Compagnia d'operetta di Radio Torino, con cui prese parte alla prima operetta trasmessa dalla radio italiana, Il Paese dei Campanelli (1929).
Da allor fu prim'attrice in numerose operette, commedie musicali e riviste radiofoniche. Tra le sue interpretazioni per il teatro radiofonico si ricorda Transatlantico (1937) di Giannini.
Grande successo aveva avuto alla radio nei primi anni Cinquanta la sua interpretazione con Luigi Lampugnani di «Madama Gerbin e Monsu Muss», che furono anche interpretati sul video, come in uno spot per lanciare un prestito a favore del Comune di Torino. 
https://www.youtube.com/watch?v=5A3OcPlXUhM
I funerali si tennero nella  Chiesa dell'Annunziata, in via Po, e videro la presenza del sindaco di Torino Amedeo Peyron e di migliaia persone, che l'avevano seguita nei suoi fortunati programmi radiofonici. Dal matrimonio con Dino Canonico aveva avuto due figli: Milena e Michele.   